# Electribius similis
Electribius similis is een keversoort uit de familie Artematopodidae. De wetenschappelijke naam van de soort werd in 1995 gepubliceerd door John F. Lawrence.